# Torrepaduli
Torrepaduli is een plaats (frazione) in de Italiaanse gemeente Ruffano.